# Борисова Євдокія Єгорівна
Євдокія Єгорівна Борисова (1909, село Коноплинівка, Староюр'євська волость, Тамбовська губернія — ?) — депутат Верховної Ради СРСР I скликання.

## Біографія
Народилася в селі Коноплинівка Староюр'євської волості Тамбовської губернії. З 12-річного віку працювала за наймом.
З 1929 р. доярка радгоспу ім. Леніна Староюр'євського району Рязанської (з 1938 — Тамбовської області). У 1936 р. при середньому надої по племгоспу 3300 літрів надоїла від своєї групи корів по 4584 л і нагороджена орденом Леніна.
У 1939 році нагороджена великою срібною медаллю ВСГВ.
Депутат Ради Союзу Верховної Ради СРСР 1-го скликання (від Рязанської області, 1937-1946).
В роки війни стала директором радгоспу. Надавала допомогу евакуйованим сім'ям офіцерів м. Рославля; особисто їздила на фронт — відвозила бійцям теплий одяг та продукти, зібрані працівницями радгоспу.
Нагороджена медаллю «За доблесну працю у Великій Вітчизняній війні 1941-1945 рр.»